# حلوان للصناعات غير الحديدية
شركة حلوان للصناعات غير الحديدية أو مصنع 63 الحربي هي شركة مساهمة حكومية مصرية، إحدى شركات الهيئة القومية للإنتاج الحربي التابعة لوزارة الدولة للإنتاج الحربي، تقوم الشركة بإنتاج سبائك النحاس والالومنيوم المختلفة . كما تقوم الشركة بإنتاج ألواح وشرائط ورقائق وأسلاك وقضبان وقطاعات ومواسير من سبائك النحاس والالومنيوم، كذلك الموصلات الهوائية والكابلات المعزولة طبقاً للمواصفات القياسية العالمية.

## وصلات خارجية
- الموقع الرسمي للشركة.